# دنیس یاسترزمبسکی
دنیس یاسترزمبسکی (انگلیسی: Dennis Jastrzembski؛ زادهٔ ۲۰ فوریهٔ ۲۰۰۰) بازیکن فوتبال اهل آلمان است.
وی همچنین در تیم‌های ملی فوتبال Poland national under-16 football team, Germany national under-16 football team، جوانان آلمان، جوانان آلمان، جوانان آلمان، و زیر ۲۱ سال لهستان بازی کرده‌است.